# Mikael Berger
Hans Mikael Berger, född 21 oktober 1963,  är en svensk kanotist.
Han tog bland annat VM-guld i K-2 10000 meter i samband med sprintvärldsmästerskapen i kanotsport 1985 i Mechelen.
Berger är Stor grabb nummer 87 på Svenska Kanotförbundets lista över mottagare för utmärkelsen Stor kanotist.
Tillsammans med sin hustru Carina Berger driver han Kanotcenter i Skebokvarn, Flens kommun.